# Evangelista e Pellegrino
Evangelista (... – XIII secolo) e 
Pellegrino (... – XIII secolo) sono stati due sacerdoti italiani dell'Ordine di Sant'Agostino. 
Il loro culto come beati è stato confermato da papa Gregorio XVI nel 1837.

## Biografia
Secondo il racconto tardo e leggendario di Francesco Pona, pubblicato solo nel 1636, Evangelista e Pellegrino erano rampolli di due nobili famiglie veronesi e nacquero quando la città era governata da Ezzelino da Romano: dopo aver visto in sogno la Vergine che presentava loro la cintura agostiniana, decisero di abbracciare la vita religiosa tra i frati eremitani del convento di Santa Maria di Montorio, a sette chilometri da Verona, e furono ordinati sacerdoti.
Si distinsero per lo spirito di umiltà e il dono dei miracoli. Evangelista morì durante le officiature in coro, dopo essere stato avvertito da un angelo; poco tempo dopo, apparve a Pellegrino annunciandogli l'imminente morte.

## Il culto
Nel 1262 i loro corpi furono trasferiti dagli agostiniani di Santa Maria di Montorio (o, secondo un'altra tradizione, di Sant'Agostino di Batiorco presso Montorio) in Sant'Eufemia a Verona: ricognizioni e traslazioni delle reliquie ebbero luogo nel 1637 e nel 1796; dal 20 marzo 1836 i loro corpi riposano sotto la mensa dell'altare maggiore.
Il loro nome compare già nel catalogo dei santi agostiniani annesso alle costituzioni dell'ordine promulgate dal cardinale Girolamo Seripando nel 1543.
Papa Gregorio XVI, con decreto del 17 novembre 1837, ne confermò il culto con il titolo di beato.
Il loro elogio si legge nel martirologio romano al 26 luglio.